# Aus der Matratzengruft
Aus der Matratzengruft ist eine Oper des Komponisten Günter Bialas, die 1992 unter der Regie von Rosamund Gilmore am Opernhaus Kiel uraufgeführt wurde.

## Gestaltung
Bialas hatte sein letztes Bühnenwerk 1983 zunächst als Liederzyklus geschaffen, erweiterte es aber 1990/91 zu einem „Liederspiel nach und mit Heinrich Heine“. Die aus vier Teilen bestehende Komposition für Erzähler, Solisten, Chor und Orchester weist einen stark kammermusikalischen Charakter auf. Sie eignet sich sowohl für eine konzertante als auch für eine szenische Aufführung. Die Gesangsnummern wechseln ab mit Rezitationen des Erzählers.

## Inhalt
Die Hauptfigur der Oper ist der Dichter Heinrich Heine, der das acht Jahre dauernde Krankenlager, das seinem Tod vorausging, als „Matratzengruft“ bezeichnet hatte. Von Krankheit und Schmerzen gequält, hält er eine mal spöttische, mal traurig-ernste Rückschau auf sein Leben. Neben dem jungen und dem alten, sterbenden Heine treten weitere Figuren aus seinem Leben auf, darunter Elise Krinitz, die „Mouche“.
Das Libretto der Oper beruht auf Texten aus Heines letzten Lebensjahren: Auszüge aus seinen Memoiren, seinen Briefen und seinem Testament, Gedichte der Jahre 1848–1856, vor allem solche aus der Sammlung Romanzero, aber auch Passagen aus dem in den frühen 1840er Jahren entstandenen Zyklus Deutschland. Ein Wintermärchen.
Die Titel der vier Teile und der einzelnen Nummern lauten:
- Zu Düsseldorf am Rhein…

- 1. Teil: Liebe
  - Szene und Arioso: Sie liebt mich nicht!
  - Intermezzo
  - Ich küßte das rote Sefchen
  - Drei Liebeslieder
  - Morgens steh ich auf und frage …
  - Die Nachtigall
  - Wenn zwei voneinander scheiden..
  - Aufrichtig gesagt: Welche schreckliche Krankheit...

- 2. Teil: Romanzero
  - Altes Lied
  - Das ist auch eine herzkränkende Sache…
  - Lazarus
  - Launen der Verliebten
  - Der Stoff, das Material des Gedichts…
  - Erinnerung
  - Intermezzo
  - Folgende Legende…

- 3. Teil: Deutschland – Ein Wintermärchen
  - Denk ich an Deutschland in der Nacht…
  - Während die Kleine von Himmelslust getrillert...
  - Die Lorelei
  - Seid ruhig, ich werde den Rhein…
  - Die schlesischen Weber
  - Dieses Geständnis, dass den Kommunisten die Zukunft gehört,…

- 4. Teil: Lamentationen
  - Die Sonne ging auf bei Paderborn
  - Es ist der alte Jehova selber…
  - Der Scheidende
  - Es ist Gott vielleicht gar nicht recht…
  - Die Lotosblume
  - Ja, ich hatte in dieser Welt Feinde…
  - Nicht gedacht soll seiner werden
  - O Miserere
  - Wie sehr muß ich beneiden ihr Los!
  - Lamento für Klavier
  - Wo?
  - Ich weiß wirklich nicht, ob ich es verdiene
  - Ewigkeit, wie bist du lang